# Seleção Basca de Futebol
A Seleção Basca de Futebol (oficialmente, em Basco, Euskal Herriko futbol selekzioa) é a equipe de futebol oficial do País Basco, localizado entre Espanha e França. Eles não são afiliados a FIFA e a UEFA, por ser representado internacionalmente pela Seleção Espanhola de Futebol e pela Seleção Francesa de Futebol. Só joga amistosos.
O time é conhecido por vários nomes como Euskal Herriko Selekzioa, Selección de Euskadi, Euskal Selekzioa, Euskadi XI e Basque XI. A equipe era chamada de Euskadiko Selekzioa até 2007, quando mudou o nome para Euskal Herriko Selekzioa.

## Elenco atual
Seleção para o amistoso contra a  Costa Rica em 16 de novembro de 2020.
Atualizado até 24 de Janeiro de 2021
| Nome            | Posição   | Clube           |
| --------------- | --------- | --------------- |
| Herrerín        | Goleiro   | Athletic Bilbao |
| Catro           | Goleiro   | Alavés          |
| Aguirregabiria  | Defesa    | Alavés          |
| Álvarez         | Defesa    | Athletic Bilbao |
| Arbilla         | Defesa    | Eibar           |
| Balenziaga      | Defesa    | Athletic Bilbao |
| Berchiche       | Defesa    | Athletic Bilbao |
| Capa            | Defesa    | Athletic Bilbao |
| Núñez           | Defesa    | Athletic Bilbao |
| García          | Médio     | Alavés          |
| Guevara         | Médio     | Real Sociedad   |
| Morcillo        | Médio     | Athletic Bilbao |
| Sanjurjo        | Médio     | Osasuna         |
| Torres          | Médio     | Osasuna         |
| Bautista        | Avançado  | Real Sociedad   |
| Muniain         | Avançado  | Athletic Bilbao |
| Villalibre      | Avançado  | Athletic Bilbao |
| Williams        | Avançado  | Athletic Bilbao |
| Javier Clemente | Treinador |                 |